# Tulasnella saveloides
Tulasnella saveloides é uma espécie de fungo pertencente à família Tulasnellaceae.